# Анна Павлова
Анна Павлова (на руски: А́нна Па́вловна Па́влова), родена в Санкт Петербург на 12 февруари 1881 г., починала в Хага на 23 януари 1931 г., е легендарна руска примабалерина, според някои нейни почитатели най-великата на всички времена.

## Кариера
Учи в Императорското театрално училище, където сред нейните педагози са А. А. Облаков, Е. О. Вазем и П. А. Герд. През 1899 г., след заключителния изпит, е приета в трупата на Мариинския театър – императорския театър за опера и балет в Петербург, където дебютира на 18-годишна възраст. Още от начало получава отговорни, „афишни“ партии. През 1902 г. получава първата си главна роля – Никия в „Баядерке“; следват Жизел в „Жизел“ и Рамзея в „Дъщерята на фараона“ (1903), Пахита в „Пахита“ и Медора в „Корсар“ (1904), Китри в „Дон Кихот“ (1905), Аспичия в „Дъщерята на фараона“ (1906), Одета и Одилия в „Лебедово езеро“ и Низия в „Цар Кандавъл“ (1909). Освен класически партии, Павлова обича да изпълнява и характерни танци: в репертоара ѝ са Панадерос от „Раймонда“ (1906), Фанданго от „Кармен“ (1908), Уралски танц от „Конче-вихрогонче“. Голямо влияние върху нея оказва съвместната работа с балетмайсторите Александър Горски и особено с Михаил Фокин.
През 1905 г. балетмайсторът Михаил Фокин създава специално за нея великолепния танц Умиращият лебед по музиката на Сен-Санс. През 1907 г. тя създава своя собствена група за гастроли в чужбина. През 1909 г. участва за кратко в Руските сезони в Париж и трупата Ballets russes на Серж Дягилев. Тя е световноизвестна, в продължение на следващите 20 години е почти непрекъснато на турнета със своя собствена група – първата балерина, гастролирала по целия свет: Европа, Америка, Нова Зеландия, Австралия, Азия. Репертоарът ѝ е огромен, графикът ѝ изключително напрегнат. Последното изпълнение на балерината в Мариинския театър е през 1913 г., а в Русия – през 1914 г. След началото на Първата световна война тя се установява в Англия, където от 1912 г. има имение, и повече не се връща в Русия.
Съвсем неочаквано, Анна Павлова умира от пневмония по време на турне в хотел Дес Индес в Хага (Холандия), три седмици преди да навърши 50 години. Пневмонията е следствие от наранявания на вътрешни органи след катастрофа на влака, с който е пътувала и простуда при репетиция в неотоплена зала.

### Личен живот
Майката на Анна Павлова е била перачка, омъжва се в много напреднала бременност за войника Матвей Павлов (презимето „Павловна“ вместо „Матвеевна“ се появява много по-късно като артистично име). Живели са в Лигово, близо до Санкт-Петербург, където се ражда Анна. Твърди се обаче, че нейният биологичен баща е крупният московски банкер и едър земевлделец от еврейски произход Лазар Поляков. Тази версия е непотвърдена, тъй като Анна Павлова винаги е пазела биографията си в пълна тайна. В едно интервю на зададен въпрос за личния ѝ живот тя отговоря: 
| „ | Моят личен живот? Това е театърът. | “ |

Тази нейна любов към сцената се потвърждава от факта, че до внезапната си смърт на 23 януари 1931 г. Анна Павлова изнася до девет спектакъла седмично.